# San Marino na Mistrzostwach Europy w Lekkoatletyce 2016
San Marino na Mistrzostwach Europy w Lekkoatletyce 2016 – reprezentacja San Marino podczas Mistrzostw Europy w Amsterdamie liczyła jednego zawodnika. Był nim lekkoatleta specjalizujący się w skoku wzwyż Eugenio Rossi.

## Występy reprezentantów San Marino

### Mężczyźni

#### Konkurencje techniczne
| Zawodnik      | Konkurencja | Eliminacje | Eliminacje | Finał | Finał |
| Zawodnik      | Konkurencja | Wynik      | Poz.       | Wynik | Poz.  |
| ------------- | ----------- | ---------- | ---------- | ----- | ----- |
| Eugenio Rossi | Skok wzwyż  | 2.23       | =13.       | NQ    | NQ    |